# Rodamiento de engranaje

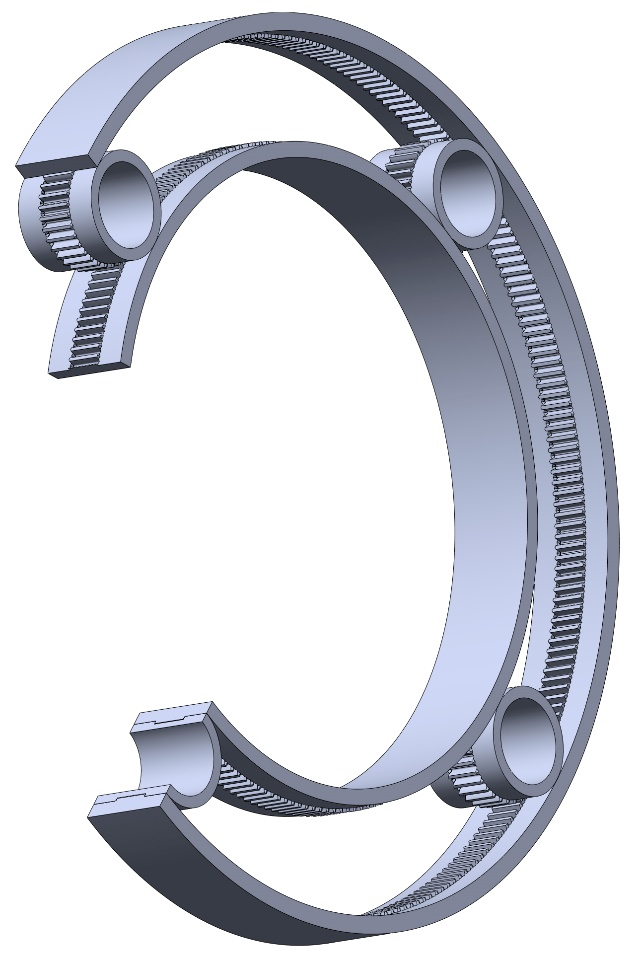
Corte de un rodamiento de engranaje

Un rodamiento de engranaje es un tipo de rodamiento similar a un engranaje planetario. Consiste en una serie de pequeños engranajes satélite de forma cilíndrica que giran alrededor del centro del rodamiento sobre una pista interior y otra exterior, ambas dentadas, de forma que cada engranaje queda situado entre dos anillos concéntricos. Por lo tanto, las dimensiones de los engranajes satélite deben ser todas iguales.

## Solución de compromiso

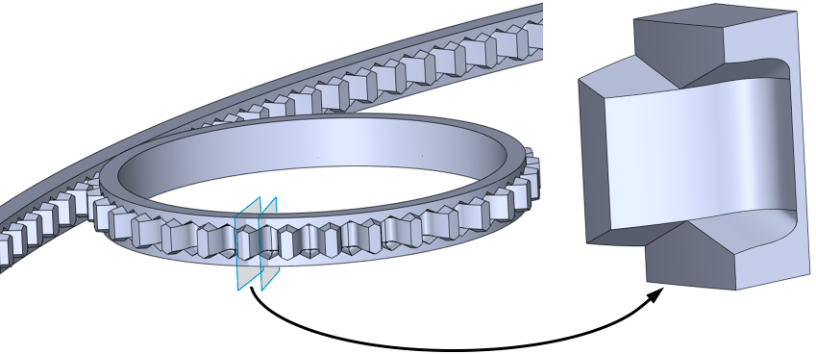
Rodamiento de engranaje con dientes biselados

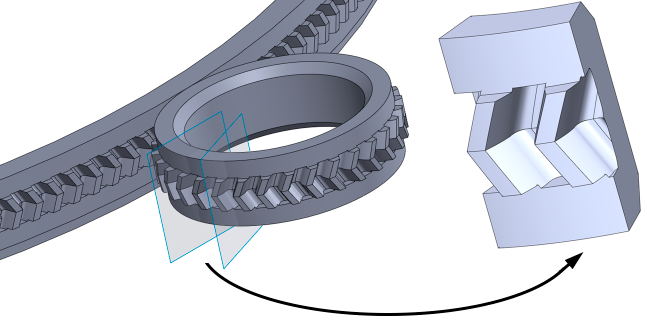
Rodamiento de engranaje con dientes en espiga

Para que las superficies proporcionen un engrane axial eficiente, los dientes deben estar biselados o tener forma de espiga. Esto evita desalineaciones, adherencias y reduce la fricción en el rodamiento. Por ejemplo, en las imágenes se muestran diseños de rodamientos de engranajes con dientes biselados en los rodillos y en la pista externa adyacente, así como un enganche en forma de espiga para proporcionar un desplazamiento axial mínimo debido a los dientes inclinados opuestos.

## Funcionamiento
Despreciando la holgura y suponiendo una precisión perfecta, el acoplamiento de los engranajes de los rodamientos tiene como objetivo optimizar la rodadura con la mínima fricción de deslizamiento de los perfiles conjugados en movimiento. Los dientes de los rodillos limitan el desplazamiento radial de los engranajes en sus puntos de contacto, de modo que cuando se engranan, se logra un movimiento de rodadura sin deslizamiento de sus pares conjugados. Las caras de los extremos adyacentes de los dientes y los rodillos limitan el desplazamiento axial de los engranajes conjugados en un movimiento plano-paralelo. De esta manera, utilizando engranajes en un sistema de sol y corona, y más de dos satélites distribuidos uniformemente entre ellos, se puede usar el portador en lugar de coronas o engranajes solares, o puede actuar como una unidad de bastidor y transferencia de rotación de los satélites, mientras que la limitación de los grados de libertad del elemento portador implica restricciones redundantes o serviría como una base adicional para la distribución de fuerzas en el mecanismo. En caso de que se trate de ruedas dentadas satélite con menos de tres rodillos dentados, los ejes de las ruedas dentadas móviles deben estar fijados en relación con las partes de la carcasa.

## Aplicaciones
Los rodamientos de engranajes podrían emplearse como dispositivos más eficientes cuando se usan como un sistema de engranajes planetarios con relaciones cinemáticas y/o suspensión simplificadas. También es posible utilizar combinaciones de engranajes planetarios de doble fila. En particular, se utilizan en sistemas analógicos como instrumentos de medición directa y en sistemas planetarios de relojería.
Los cojinetes de engranajes lineales se pueden fabricar fácilmente con bandas de rodadura rectas. Uno de estos elementos, fundido en bronce, se usa como junta de expansión en el centro del puente de Kingsgate.

## Diseños
Los diseños de los rodamientos de engranajes puede ser de fabricación en una sola pieza o conjunto de unión fija utilizando: tornillos, abrazaderas, conexiones roscadas, acoplamiento a presión, soldadura blanda, soldadura blanda, encolado o acoplamiento de fricción en forma de embrague deslizante de seguridad o conexión de fricción. El cojinete de engranajes también se puede ensamblar a partir de secciones separadas o mediante unión con deformación elástica y/o térmica opcional en la secuencia de fabricación.

## Ventajas e inconvenientes

### Ventajas
- Simplicidad de diseño (ya que las jaulas, los transportadores, la suspensión simplificada y los sistemas de montaje de los rodamientos no son necesarios)
- Mayor eficiencia debido a la disminución de las pérdidas por fricción deslizante
- Pueden requerir menos engranajes satélite, ya que su movimiento orbital está prescrito por el acoplamiento del engranaje
- Posibilidad de uso en instrumentos de medida de visualización directa

### Inconvenientes
- Es posible que se necesiten materiales o recubrimientos antifricción porque los lubricantes pueden ser difíciles de aplicar, especialmente en instrumentos de medición
- Altos estándares de calidad en la fabricación y montaje